# 勒韦维尔-拉舍纳尔
勒韦维尔-拉舍纳尔（法語：Levesville-la-Chenard）是法国厄尔-卢瓦省的一个市镇，位于该省东南部，属于沙特尔区。该市镇总面积13.89平方公里，2009年时的人口为218人。

## 人口
勒韦维尔-拉舍纳尔人口变化图示